# The Macrodex of War
The Macrodex of War è  l'album d'esordio del cantante e musicista svedese Johan Hallgren, pubblicato nel 2005 dalla Bleed Records, insieme al suo gruppo di supporto, denominato Crypt of Kerberos, composto interamente da ex membri della band death metal Macrodox.

## Tracce
1. Sacrifice – 6:12
2. Armageddon – 4:57
3. Devastator – 4:18
4. The End of Time – 3:45
5. Intro:Eternal Suffering
6. Nocturnal Grafs
7. Storm Bringer
8. Chain Sling
9. Yule Horror
10. Shadow Fire

## Formazione
- Johan Hallgren - voce, chitarra, tastiera
- Christian Ericsson - chitarra
- Jessica Strandell - chitarra, voce
- Mattias Borgh - basso
- Stefan Kallarson - batteria